# 傑羅姆 (堪薩斯州)
傑羅姆（英語：Jerome）是位於美國堪薩斯州戈夫縣的一個鬼鎮。

## 歷史
傑羅姆的郵政局於1886年設立，直到1943年結束營運。